# Labdarúgó-szobor

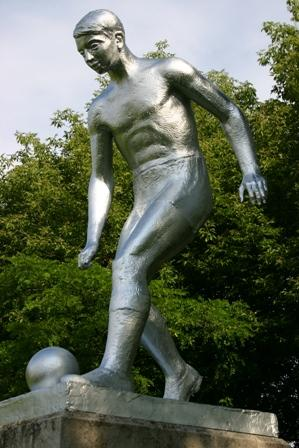
A Labdarúgó-szobor a stadionban

A Labdarúgó-szobor egy aluminiumszobor Dorogon, a Buzánszky Jenő Stadionban.

## Története
A szobor felállításának ötlete a Dorogi Bányász Sport Club fennállásának 50. éves évfordulójával, valamint a stadion rekonstrukciós munkálataival hozható összefüggésben. A Labdarúgó-szobor Hajdu Sándor szobrász alkotása, aki a neves, nemzetközi hírű és elismertségű szobrász, Hajdu István testvére.  A szobrot, amely alumíniumból készült 1967-ben, a dorogi stadion délkeleti kanyarulatában, a lelátó tetején helyezték el. Tekintve, hogy a különböző források évszámot nem tartalmaznak, csak egyetlen helyen, az alkotó műveit méltató portálon szerepel keltezés, így egyelőre ezt az évszámot vagyunk kénytelenek irányadónak tekinteni és feltüntetni. Magassága meghaladja a 3 métert. Talapzatát egy másfél méter magas kőből készült alap képezi. A szoboralakhoz egy labda is tartozik, aki éppen akcióban van. A helybeliek közül sokan "Buzánszky-szobornak" nevezték, de valójában nem konkrét személy tiszteletére készült, hanem egyfajta szimbólum és mementó a dorogi sport sikeréhez és a klub tiszteletére. 2002-ben, a stadion általános rekonstrukciója keretében felújították.

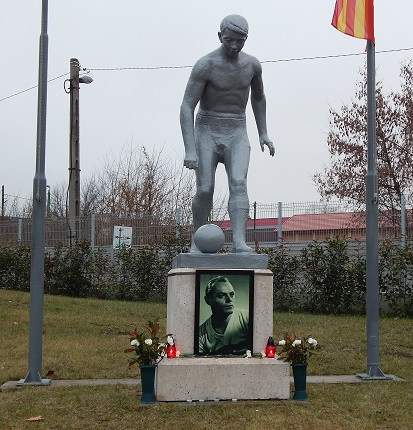
A szobor 2014 óta immár új helyén

2014-ben, a klub centenáriumának alkalmából számos felújítás és fejlesztés történt. Ennek részeként a szobrot közel fél évszázadot követően leköltöztették a délkeleti kanyar tetejéről és közvetlenül a délkeleti kanyar korzója felett került új helyére. Ezáltal testközelbe került az alkotás, amely a sporttörténelmi értékén túl, újabb szerepkörrel is fel lett ruházva. Ugyanis innentől fogva egyfajta kegyhellyé is vált, ahová virágokat, koszorút és mécseseket helyeznek el a szurkolók.